# Marie Saint-Prosper
Marie Saint-Prosper, née à la fin du XIXe siècle et morte au milieu du XXe siècle est une religieuse et infirmière française. 
Sœur de l'Ordre hospitalier des Augustines, elle a travaillé toute sa vie à l'hôpital Boucicaut à Paris. Sœur Marie Saint-Prosper est aussi appelée « Révérende Mère Saint-Prosper », ou simplement « Sœur Marie-Prosper ». 

## Biographie
Elle travaille toute sa carrière à l'hôpital Boucicaut. Cet établissement hospitalier est l'un des derniers de l'Assistance Publique à recourir aux services des religieuses au début du XXe siècle, par respect pour les dispositions testamentaires qu'a laissé Marguerite Boucicaut pour fonder l'hôpital. En effet, pour le reste de l’Assistance Publique, depuis 1908 avec le départ des Augustines de l'Hôtel-Dieu de Paris, il n'y a plus de religieuses et de religieux dans les hôpitaux de Paris, qui deviennent alors laïc. 
Robert Debré, le premier pédiatre français a travaillé et appris à ses côtés, il dit d'elle « La mère Prosper était célèbre. Cette petite femme se plaisait à dominer les personnages assez louches qu'elle soignait pour les coups de couteau reçus les soirs de grande rixe, grâce à une autorité souriante et au rigoureux usage de l'argot qu'elle parlait à merveille. »
En 1941, après 54 ans de loyaux services à cet établissement, elle est doyenne des surveillantes de l'hôpital. Ce métier est l'ancêtre des cadres de santé. 

## Récompenses

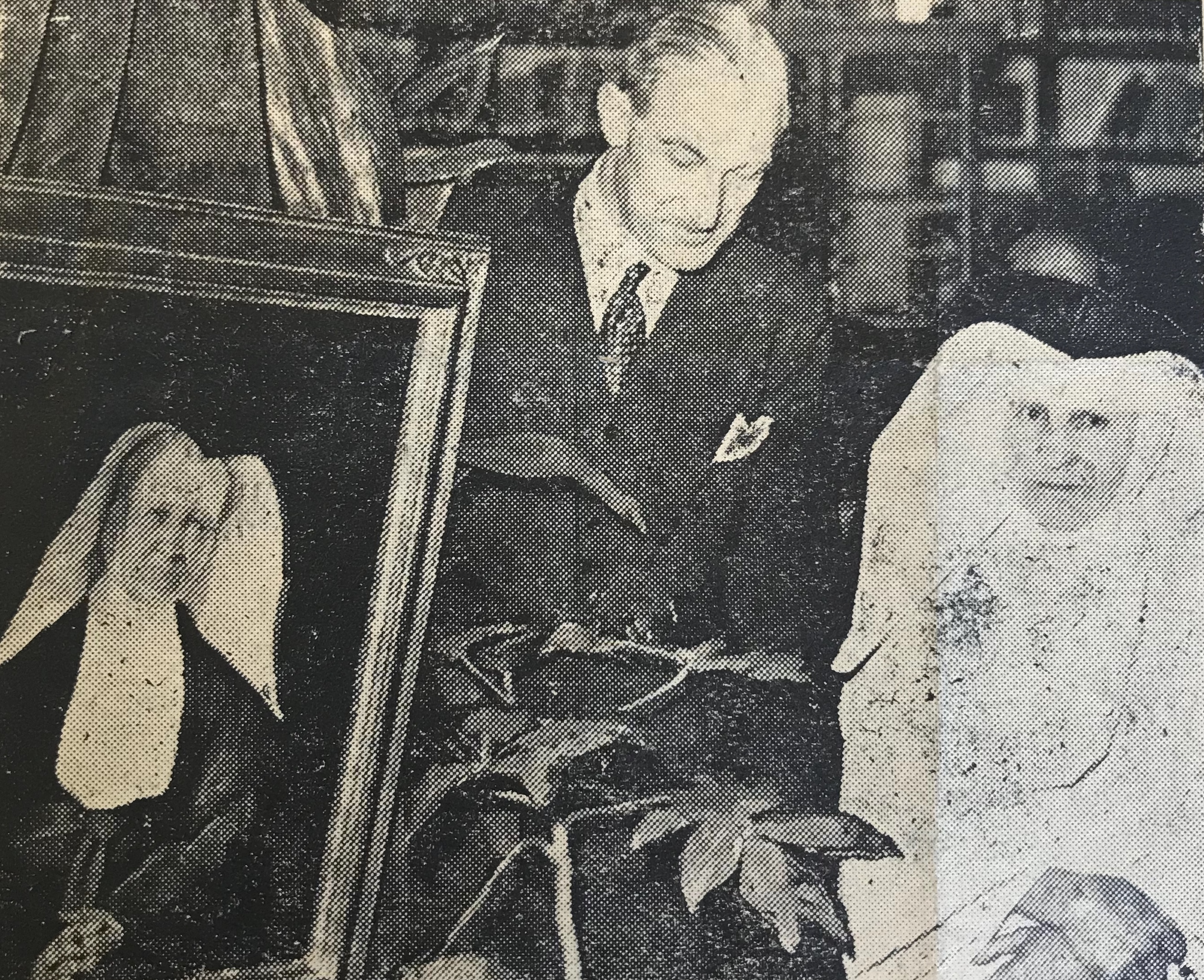
Sœur Marie Prosper recevant les honneurs et son portrait par M. Serge Huard.

Elle est décorée de la Légion d'honneur. 
A l'hôpital Boucicaut, le 14 décembre 1941, l’État, à travers le Sous-secrétaire d’État à la Santé Serge Huard (lui-même ancien médecin), remet à Serge Gas, directeur de l'Assistance Publique, un portrait de la révérende Mère en reconnaissance de son investissement personnel au chevet des malades depuis plus de 54 ans. Le tableau original est conservé au Musée de l'Assistance Publique - Hôpitaux de Paris et une esquisse de ce tableau est lui conservé par la Communauté de Notre-Dame du Bon-Secours.